# Жирлеу (комуна)
Жирлеу (рум. Jirlău) — комуна у повіті Бреїла в Румунії. До складу комуни входять такі села (дані про населення за 2002 рік):
- Бредянка
- Жирлеу (3459 осіб)

Комуна розташована на відстані 118 км на північний схід від Бухареста, 61 км на захід від Бреїли, 71 км на південний захід від Галаца, 134 км на південний схід від Брашова.

## Населення
За даними перепису населення 2002 року у комуні проживали 3459 осіб.
Національний склад населення комуни:
| Національність | Кількість осіб | Відсоток |
| -------------- | -------------- | -------- |
| румуни         | 3228           | 93,3%    |
| цигани         | 231            | 6,7%     |

Рідною мовою назвали:
| Мова      | Кількість осіб | Відсоток |
| --------- | -------------- | -------- |
| румунська | 3445           | 99,6%    |
| циганська | 14             | 0,4%     |

Склад населення комуни за віросповіданням:
| Релігія            | Кількість осіб | Відсоток |
| ------------------ | -------------- | -------- |
| православні        | 3453           | 99,8%    |
| не вказали релігію | 6              | 0,2%     |